# 密地大桥
密地大桥或称密地桥，是中華人民共和國四川省攀枝花市东区的一座公路桥，跨越金沙江，连接北岸密地和南岸炳草岗。
此处现有两座大桥并排跨过金沙江，按修建年代可分别称为老密地桥和新密地桥。而新密地桥设计为分幅式结构，由两座独立的相同桥梁——上游幅桥和下游幅桥——并行构成，双向车流分别行走其中半幅，故实际是三桥并架。平常若不需要强调具体哪座桥时，人们通常直呼密地桥或密地大桥，不说新老。现时老密地桥仅限人行，新密地桥供车辆、行人和攀钢矿业公司尾矿输送管道共用。

## 老密地桥

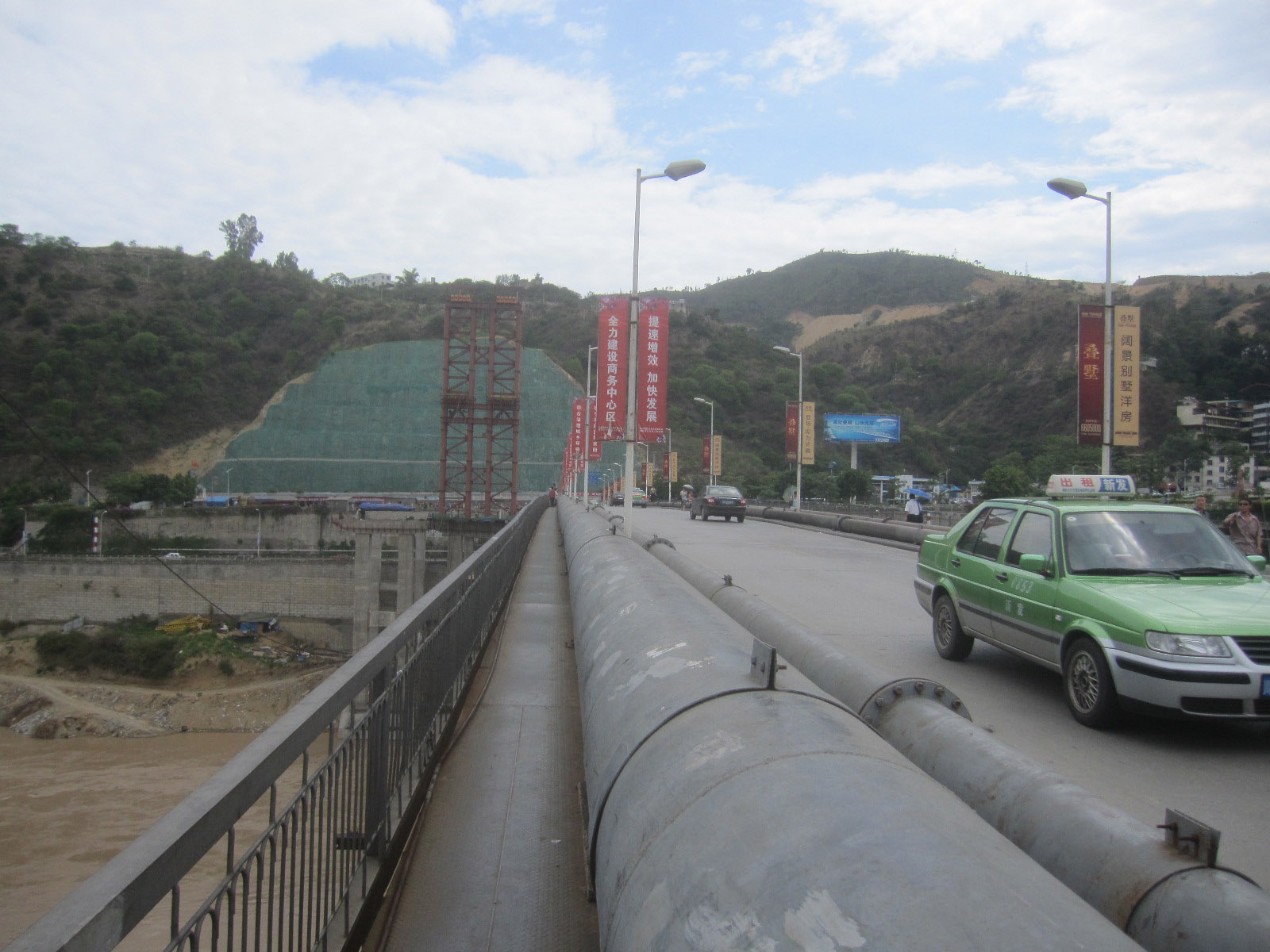
老密地桥上的尾矿管道，以及狭窄的人行道。

### 简介
老密地桥编号3003桥，名为密地大桥，在新密地大桥修建之后被叫做老密地桥以区别于新密地桥。中华人民共和国邮电部曾于1978年11月1日发行一套五张《公路拱桥》特种邮票，其中第一张邮票以此桥为图案，下方文字为“川西三号桥”。此桥由交通部第二公路勘察设计院提供设计，交通部第四公路工程局第五工程处(后为渡口市桥梁工程处)施工，1966年9月动工，1969年5月1日通车。全长284.52米，桥面总宽12.06米，其中行车道净宽6米，两侧敷设管道2.2和2.06米，外侧为0.75米行人道。设计荷载为汽—13、拖—60，桥上有管道5条，其中DN500尾矿管3条，每条负载344公斤/米，DN800回水管1条，负载684公斤/米，DN150水管1条，负载36公斤/米；人行荷载为250公斤/平方米。大桥主跨181米，为1孔无铰钢桁拱，栓焊结构，连接杆由16锰低合金钢焊成，各构件由高强螺栓连接。两岸引桥均为两孔22米钢筋混凝土预制T型梁桥，引桥每跨由6片钢筋混凝土T梁组成，引桥墩台采用框架式。因密地桥和渡口桥分别位于市中心炳草岗片区的东西两端，在炳草岗大桥建成前，是攀枝花所有跨江大桥中最为重要的桥梁，所以常在各种场合被合称为“两桥”。

### 限制通行
竣工于1969年的密地大桥设计荷载标准较低，随着攀枝花市经济、社会的发展，原密地大桥已不能满足经济发展和交通通行需求，长期超负荷运行，桥梁病害日趋严重。被认定为危桥后，市政府于2000年6月1日公告实行交通管制，限载1.5吨以下车辆和公交车通行，超限车辆绕行别处。2008年1月18日起更进一步加强了限行措施，在桥两头车道上方装设限高横杆，限高1.75米、限载1.5吨通行。此后公交车无法通过，多条公交线路被迫调整。直至2011年9月底新密地大桥上游幅桥建成通车并临时承载双向车流，老密地桥才彻底禁止机动车通行，仅供行人步行过江。车辆过江受限的状况共延续了三年半，加剧了密地桥北岸攀密片区的衰落。2014年1月10日，老密地大桥由于被鉴定为第五类桥梁，存在严重安全隐患，被彻底关闭封堵，禁止一切车辆和行人通行。
密地桥原本只在下游侧管道外侧有行人道，且非常狭窄，仅能一人通过，对面来人时需侧身让行；上游侧没有行人道。2008年限制通行后，因公交车无法通过，致使步行过桥人流量骤增，政府遂在上游侧管道外侧增设了行人道，建议行人分向行走。新的行人道同样非常狭窄，仅略微宽于另一侧行人道。亦有指是因为上游侧行人道旁管道口径较小，而使行人感觉空间略大。
架设限高横杆的初期，常有驾驶员因不了解情况并且未仔细观察，或对高度估计不准，而开车撞上横杆或被卡在横杆处。由于国内多个品牌型号的微型面包车高度恰好处于1.75米左右，造成被卡住的车多为微型面包车。限行初期，顶棚前部凹陷变形的微型面包车出没于攀枝花市各处，成为一景。

### 存废争论
随着新密地大桥建设，老桥是否拆除，有两种不同观点。支持拆除者认为老桥的过江用途已可被新桥完全取代，继续保留已无必要，且桥梁养护费用高昂，作为危桥万一垮塌还可能殃及新桥。反对拆除者认为密地桥是攀枝花市城区第二座正式的跨江大桥，见证了建市初期的三线开发建设历史，是攀枝花市的地标建筑和精神象征，在市民心中难以割舍，应保留作为纪念。

## 新密地桥
2008年8月30日攀枝花发生里氏6.1级地震，本已状况不佳的老密地桥更加岌岌可危，建设新密地大桥迫在眉睫，随后新桥被列为灾后重建项目。新密地大桥于2008年7月批准立项，9月完成初步设计，10月完成施工图设计，12月完成招标，12月27日在桥南举行了开工典礼。上游幅桥于2011年9月28日建成通车，下游幅桥于2013年2月2日建成通车。因建设工期太过漫长，且之前老桥还有同样漫长的限制通行期，而密地桥变形受损更是在1990年代后期即已发现，故而政府广遭市民批评。
该桥位于旧桥下游约26米处，全桥长296米，全宽30米，四车道双向独立通行，主桥结构为钢筋混凝土箱型拱桥，两岸设置互通式立交（立交桥尚未开工）。另外，大桥按照6车道设计建设，初期中间两车道用于铺设尾矿管道满足攀钢生产需要，后期可拆除尾矿管扩展至6车道，提高通行能力。主桥拱圈采用挂篮悬臂现浇施工新工艺，为目前国内同类拱桥主跨最大，同时也是国内拱桥第二次采用该施工工艺。大桥采用分幅式结构，即由两座独立桥梁并行构成新密地大桥，既能提高桥梁安全系数，又为桥梁运营期间维护和检修提供便利。

## 相邻道路
| 江北道路                  | 金沙江                             | 江南道路                                 |
| ------------------------- | ---------------------------------- | ---------------------------------------- |
| 隆庆路 曾用名：攀枝花南路 | 密地大桥 往密地街道← →往炳草岗街道 | 攀枝花大道东段 曾用名：江南二路/江南一路 |

## 公共汽车
密地大桥是攀枝花市的交通枢纽之一，大桥南北两岸不同位置设有多个公交车站，分别供不同线路公交车停靠，南岸的均名为密地大桥南站，北岸的全叫做密地大桥北站。目前经过密地大桥的公交线路有：
|                                   | 在此停靠的公交线路                                | 在此停靠的公交线路   |
| --------------------------------- | ------------------------------------------------- | -------------------- |
| 密地大桥北站                      | 3路、45路、65路                                   | 1路、8路、17路、27路 |
| 密地大桥南站                      | 6路、18路、63路、64路、64路夜班、66路、阿署达专线 | 1路、8路、17路、27路 |
| 说明：6路以密地大桥南站为首末站。 |                                                   |                      |